# Oboczkowate
Oboczkowate (Atherospermataceae) – rodzina drzew i krzewów z rzędu wawrzynowców (Laurales). Należy do niej 7 rodzajów występujących w Ameryce Południowej (dwa gatunki w Chile), na Nowej Kaledonii, we wschodniej Australii, na Nowej Zelandii i Nowej Gwinei. Rośliny kopalne z tej rodziny znane są także z Półwyspu Antarktycznego, co wraz z zasięgiem współczesnym wskazuje na genezę gandwańską rodziny. Oboczkowate rosną głównie w lasach wspólnie z bukanami.

## Morfologia

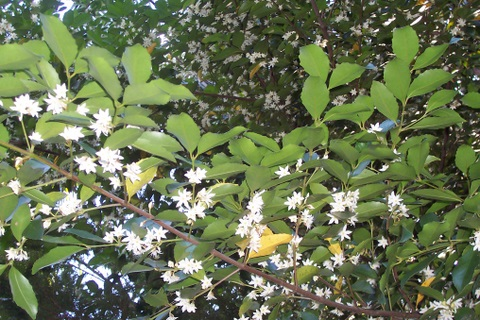
Doryphora sassafras

PokrójDrzewa i krzewy. Pędy pokryte włoskami pojedynczymi i nierozgałęzionymi oraz T-kształtnymi.
LiścieNaprzeciwległe, pojedyncze, zwykle nierówno ząbkowane, bez przylistków.
KwiatyWyrastają pojedynczo w kątach liści lub skupione w wierzchotkowate kwiatostany. Promieniste lub słabo dwubocznie symetryczne, jedno- lub obupłciowe. Listki zewnętrznego okółka okwiatu są 2, podczas gdy płatków korony jest od 7 do 20, przy czym różnice między okółkami są mało czytelne. Pręcików jest od 4 do wielu. Słupki u niektórych gatunków są dolne, u innych górne, zbudowane z wolnych owocolistków (od 3 do wielu).
OwoceNiełupki skupione w owoc zbiorowy.

## Systematyka
Oboczkowate były często włączane do poleńcowatych (Monimiaceae) jako podrodzina Atherospermatoideae, ale na początku XXI wieku odkryto morfologiczne i molekularne dowody wskazujące na powiązanie filogenetyczne z gatunkiem Gomortega keule tworzącym monotypową rodzinę Gomortegaceae i w nowszych ujęciach systematycznych Atherospermataceae są wyodrębniane jako grupa siostrzana właśnie tego taksonu.   
Pozycja systematyczna według APweb (aktualizowany system APG IV z 2016)
|  | Siparunaceae                                                                     |
|  |                                                                                  |
|  | \| \| Gomortegaceae \| \| \| \| \| \| oboczkowate Atherospermataceae \| \| \| \| |
|  |                                                                                  |
|  | Gomortegaceae                                                                    |
|  |                                                                                  |
|  | oboczkowate Atherospermataceae                                                   |
|  |                                                                                  |

|  | Gomortegaceae                  |
|  |                                |
|  | oboczkowate Atherospermataceae |
|  |                                |

|  | poleńcowate Monimiaceae                                                                |
|  |                                                                                        |
|  | \| \| hernandiowate Hernandiaceae \| \| \| \| \| \| wawrzynowate Lauraceae \| \| \| \| |
|  |                                                                                        |
|  | hernandiowate Hernandiaceae                                                            |
|  |                                                                                        |
|  | wawrzynowate Lauraceae                                                                 |
|  |                                                                                        |

|  | hernandiowate Hernandiaceae |
|  |                             |
|  | wawrzynowate Lauraceae      |
|  |                             |

|  | Siparunaceae                                                                     |
|  |                                                                                  |
|  | \| \| Gomortegaceae \| \| \| \| \| \| oboczkowate Atherospermataceae \| \| \| \| |
|  |                                                                                  |
|  | Gomortegaceae                                                                    |
|  |                                                                                  |
|  | oboczkowate Atherospermataceae                                                   |
|  |                                                                                  |

|  | Gomortegaceae                  |
|  |                                |
|  | oboczkowate Atherospermataceae |
|  |                                |

|  | poleńcowate Monimiaceae                                                                |
|  |                                                                                        |
|  | \| \| hernandiowate Hernandiaceae \| \| \| \| \| \| wawrzynowate Lauraceae \| \| \| \| |
|  |                                                                                        |
|  | hernandiowate Hernandiaceae                                                            |
|  |                                                                                        |
|  | wawrzynowate Lauraceae                                                                 |
|  |                                                                                        |

|  | hernandiowate Hernandiaceae |
|  |                             |
|  | wawrzynowate Lauraceae      |
|  |                             |

|  | Siparunaceae                                                                     |
|  |                                                                                  |
|  | \| \| Gomortegaceae \| \| \| \| \| \| oboczkowate Atherospermataceae \| \| \| \| |
|  |                                                                                  |
|  | Gomortegaceae                                                                    |
|  |                                                                                  |
|  | oboczkowate Atherospermataceae                                                   |
|  |                                                                                  |

|  | Gomortegaceae                  |
|  |                                |
|  | oboczkowate Atherospermataceae |
|  |                                |

|  | poleńcowate Monimiaceae                                                                |
|  |                                                                                        |
|  | \| \| hernandiowate Hernandiaceae \| \| \| \| \| \| wawrzynowate Lauraceae \| \| \| \| |
|  |                                                                                        |
|  | hernandiowate Hernandiaceae                                                            |
|  |                                                                                        |
|  | wawrzynowate Lauraceae                                                                 |
|  |                                                                                        |

|  | hernandiowate Hernandiaceae |
|  |                             |
|  | wawrzynowate Lauraceae      |
|  |                             |

|  | Siparunaceae                                                                     |
|  |                                                                                  |
|  | \| \| Gomortegaceae \| \| \| \| \| \| oboczkowate Atherospermataceae \| \| \| \| |
|  |                                                                                  |
|  | Gomortegaceae                                                                    |
|  |                                                                                  |
|  | oboczkowate Atherospermataceae                                                   |
|  |                                                                                  |

|  | Gomortegaceae                  |
|  |                                |
|  | oboczkowate Atherospermataceae |
|  |                                |

|  | poleńcowate Monimiaceae                                                                |
|  |                                                                                        |
|  | \| \| hernandiowate Hernandiaceae \| \| \| \| \| \| wawrzynowate Lauraceae \| \| \| \| |
|  |                                                                                        |
|  | hernandiowate Hernandiaceae                                                            |
|  |                                                                                        |
|  | wawrzynowate Lauraceae                                                                 |
|  |                                                                                        |

|  | hernandiowate Hernandiaceae |
|  |                             |
|  | wawrzynowate Lauraceae      |
|  |                             |

Podział na rodzaje
- Atherosperma Labill. – oboczek
- Daphnandra Benth.
- Doryphora Endl.
- Dryadodaphne S. Moore
- Laurelia Juss.
- Laureliopsis Schodde
- Nemuaron Baill.

## Zastosowanie
Aromatyczne drewno oboczka Atherosperma moschatus i Laurelia philippiana służy do wyrobu mebli i sprzętów domowych. Z kory oboczka sporządza się także na Tasmanii wonne napary. Drzewa z rodzaju Laurelia uprawiane są jako ozdobne, zwłaszcza L. sempervirens w łagodnym klimacie oceanicznym zachodniej Europy. Owoce L. sempervirens zwane są chilijską lub peruwiańską gałką muszkatołową i są używane jako jej substytut. Aromatyczne drewno Doryphora sassafras służy w Australii do odstraszania owadów.